# کنسرت کامکارها ۷۶
کنسرت سوری ها نام آلبومی است با صدای شهرام ناظری و با همکاری خانوادهٔ کامکار (گروه کامکارها).
در این مجموعه، شعرها و آهنگ‌ها، همگی فولکلور کُردی می‌باشند.

## توضیح
- آواز: شهرام ناظری
- سرپرست گروه: هوشنگ کامکار
- تنظیم قطعات از ارسلان، اردشیر و اردوان کامکار

### نوازندگان
- بیژن کامکار: رباب، دف
- پشنگ کامکار: سنتور
- اردوان کامکار: سنتور
- قشنگ کامکار: سه تار
- ارژنگ کامکار: تنبک
- ارسلان کامکار: بربط
- اردشیر کامکار: کمانچه
- امید لطفی: تار

### ترانه‌ها

#### روی اول
1. بۆ تۆرای (چرا قهری)
2. واران وارانه (باران باران)
3. په‌روانه (پروانه)

#### روی دوم
1. که‌ژاوه (کجاوه)
2. گوڵ وه‌نه‌وشهٔ باخ خانمی (گل بنفشهٔ باغ‌هایم هستی)
3. وه له من یاخی (ای از من گریزان)
4. کیژی کوردستان (دختر کردستان)
5. کابۆکی (عروس)